# 新城街道 (酒泉市)
新城街道，是中华人民共和国甘肃省酒泉市肃州区下辖的一个乡镇级行政单位。

## 行政区划
新城街道下辖以下地区：
广厦社区和阳关路社区。